# Miitomo
Miitomo (ミートモ, Mītomo) était une application de réseautage social développée par Nintendo, disponible sur les plateformes iOS et Android,. L'application était disponible à partir du 17 mars 2016 au Japon, et le 31 mars dans les autres pays. À partir du 17 février 2016, les joueurs pouvaient pré-enregistrer Miitomo,,,. Il s'agissait du premier jeu édité par Nintendo sur les plateformes mobiles.
Miitomo était une application qui utilisait les avatars Mii pour effectuer des conversations. L'application était disponible en 11 langues et dialectes,. 
Après seulement 3 jours de lancement, l'application a atteint un million de téléchargements au Japon.
Le 25 janvier 2018, Nintendo annonce l'arrêt de l'application le 9 mai 2018. Il y a eu une maintenance pour indiquer aux joueurs qui utilisaient le jeu qu'il est fermé. Il n'est plus possible d'utiliser les tenues de Miitomo sur les Mii des comptes Nintendo. Le service consommateur est disponible jusqu'au 31 août 2018.

## Système de jeu
Quand l'utilisateur lance l'application pour la première fois, il lui est demandé de créer son avatar Mii. Puis, le joueur est questionné sur plusieurs sujets. Les réponses sont alors envoyées exclusivement à ses amis grâce au système de compte Nintendo, lancé en même temps que l'application. Enfin, il est possible de lancer une conversation avec ses amis grâce à différentes questions pour en apprendre plus l'un de l'autre.
De plus, le joueur peut éditer son Mii, customiser ses habits, grâce à des accessoires gratuits, mais également payants avec des achats in-app.
Le mode Miifoto permet, quant à lui, la création de montage photo entre l'environnement réel et son Mii.

## Accueil
- Gameblog : 6/10[14]
- Pocket Gamer : 7/10[15]

## Développement
Le jeu a été annoncé le 25 octobre 2015 par Nintendo lors d'une conférence avec les investisseurs,,. C'est à cette même occasion que l'entreprise nippone annonce son partenariat avec DeNA pour une sortie de plusieurs jeux sur téléphones mobiles dans l'année 2016.